# Stefano Andreucci
Stefano Andreucci (Roma, 23 settembre 1962) è un fumettista italiano.

## Carriera
Lasciata dopo il secondo anno l'Accademia di Belle Arti, Stefano Andreucci inizia a disegnare fumetti, nel 1986, presso lo studio di Dino Leonetti, a Roma, collaborando a testate come Tilt, Boy Comic e Il Paninaro. 
Contemporaneamente partecipa al progetto editoriale "La Fabbrica Delle Immagini" di Silvano Caroti. Alcune esperienze nel settore pubblicitario e divulgativo, come il manifesto di un concorso riservato agli studenti della facoltà di Architettura, a Roma.
Dopo ciò inizia una collaborazione, durata qualche anno, con Francesco Coniglio (Coniglio Editore) per il quale realizza racconti erotici, e collabora alle testate Splatter e Mostri.
Per lui scrive anche due sceneggiature.
Nel frattempo partecipa, come insegnante, anche a varie iniziative didattiche nel campo del fumetto e del disegno artistico.
Dopo l’esperienza con “Coniglio Editore”, nel 1992 comincia a collaborare con la “Sergio Bonelli Editore” per la quale realizza molte storie di Zagor. Sempre per lo stesso editore, con il quale collabora attualmente, illustra storie di Dampyr (Primo speciale, numero 100 a colori e serie regolare), per approdare definitivamente a Tex, nel 2011.
Nell’Aprile 2014, il suo esordio con la BD, con l’albo di apertura (La Statue De Zeus) di una serie di racconti dedicati alle sette meraviglie del mondo (Les 7 Merveilles), Ed. Delcourt.
Nel 2015 comincia la lavorazione del Texone, scritto da Mauro Boselli e intitolato “Il Magnifico Fuorilegge”, che vede la luce nel 2017. Albo che nel 2018 finisce tra i finalisti, nella categoria “Miglior Disegnatore”, del premio Micheluzzi, assegnato al Comicon di Napoli. 
Sempre nel 2017, sua è la pubblicazione del cartonato a colori dal titolo “Tex, Il Vendicatore”, scritto da Mauro Boselli e colorato da Matteo Vattani.
Nel 2018 viene coinvolto nella produzione della miniserie western, targata Bonelli, dal titolo “Deadwood Dick” e tratta dai racconti di Joe Lansdale. Sua è la realizzazione di “Black Hat Jack”, un unico racconto diviso in tre numeri, quelli che chiudono la serie, nell'adattamento di M. Boselli.
È stato, inoltre, tra i fondatori e realizzatori di Narnia Fumetto, collaborando alla realizzazione della manifestazione negli anni 2006-2007.